# Palazzo di Mugartegui
Il Palazzo di Mugartegui, o Palazzo dei Conti di Fefiñáns a Pontevedra, in Spagna, è un palazzo galiziano barocco risalente al XVIII secolo. Attualmente ospita la sede del consiglio di regolamentazione della denominazione di origine Rías Baixas.

## Situazione
Si trova in Piazza della Pedreira, nel cuore del centro storico di Pontevedra, molto vicino al medievale Ponte del Burgo. La grande quantità di pietre accumulate davanti al palazzo di Mugartegui per costruire il palazzo, nonché la Chiesa di San Bartolomeo e il collegio della Compagnia di Gesù, hanno fatto sì che questo spazio si chiamasse Piazza della Pedreira (Cava di pietra).

## Storia
Il palazzo fu costruito per José Manuel Valladares y Figueroa, conte di Fefiñáns, sulle rovine di una casa nel XVII secolo. È l'opera del maestro scalpellino Pedro Antonio Ferreiro, che ha completato la costruzione nel corso dell'anno 1771, (con l'eccezione del timpano della stemma), terminato nel 1773. Il palazzo appartenne in seguito alla famiglia Fernández de Mugártegui, imparentata con i Valladares, da cui prende il nome attuale.
Nel corso del XIX secolo, il palazzo divenne un centro di insegnamento, perché ospitava la scuola normale degli insegnanti maschi. Nel XX secolo fu diviso in diverse abitazioni e, dal 1955 in poi, fu sede dell'Accademia di Studi Jovellanos.
Oggi appartiene al municipio di Pontevedra, che lo acquistò il 20 novembre 1998. e ha incaricato l'architetto Jesús Aser Fole di rinnovarlo. La sede del Consiglio di controllo della denominazione di origine dei vini Rías Baixas è stata installata lì dal 2003, con un museo del vino al piano terra, mentre le sue sale sono utilizzate dal Consiglio comunale per protocollo, eventi culturali e sociali. È stato aperto a queste nuove funzioni il 24 marzo 2001.

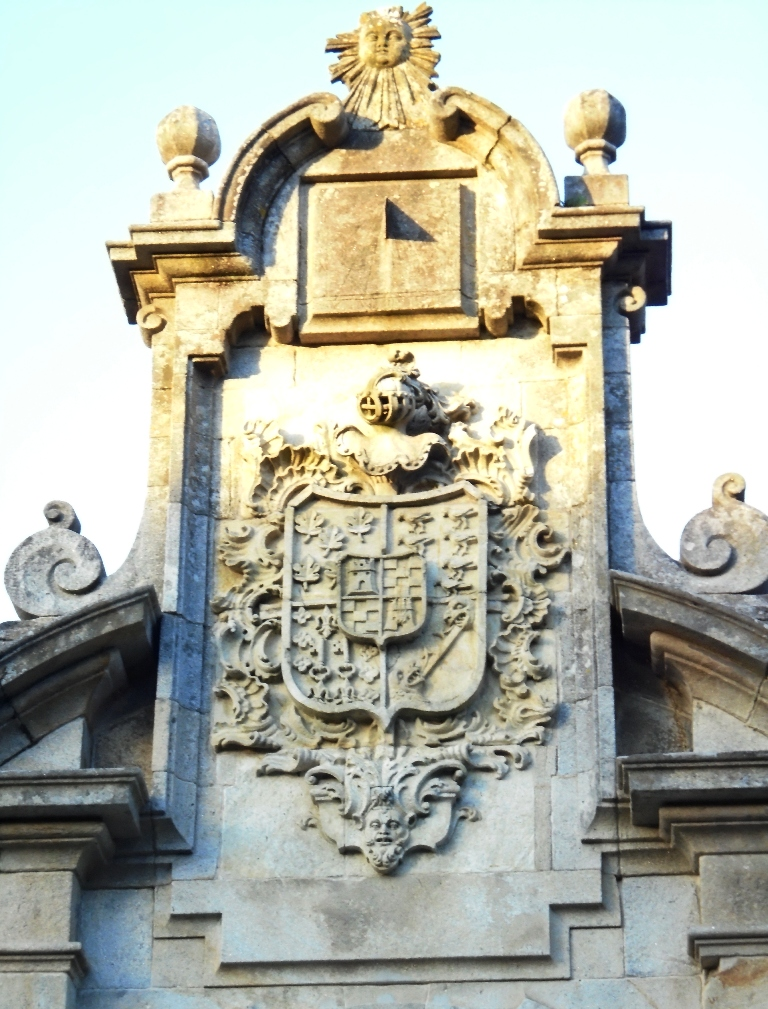
Stemma del palazzo Mugartegui incoronato da una meridiana in pietra

## Descrizione
L'edificio ha una facciata con un arco d'ingresso, un balcone e un timpano. Il piano terra ha archi che davano accesso alle antiche stalle e cavi e alle stanze dei servi, con sette archi sostenuti da piccole colonne di ordine toscano. Sopra questi portici, il secondo piano ha sette porte-finestre. Di fronte alla porta finestra centrale, c'è un piccolo balcone con una ringhiera di ferro.
Il corpo centrale è incorniciato da paraste coronate da pinnacoli. Nella parte superiore, c'è un frontespizio sul frontone a spacco semicircolare in cui sono scolpiti stemmi rococò coronati da un elmo e sopra di esso una meridiana e un sole di pietra, i cui raggi emanano da una faccia con guance sorridenti. Lo stemma mostra le braccia delle linee Figueroa, Arango, Quirós e Omaña.
Sulla facciata posteriore, si nota la terrazza che si apriva come punto di vista sul Lérez.

## Cultura
La sala principale del palazzo è utilizzata dal Municipio di Pontevedra per attività culturali e per la celebrazione di matrimoni. Inoltre, dal suo balcone, una persona famosa tiene un discorso ogni anno per inaugurare i festeggiamenti di agosto della Madonna Pellegrina di Pontevedra.

## Galleria d'immagini

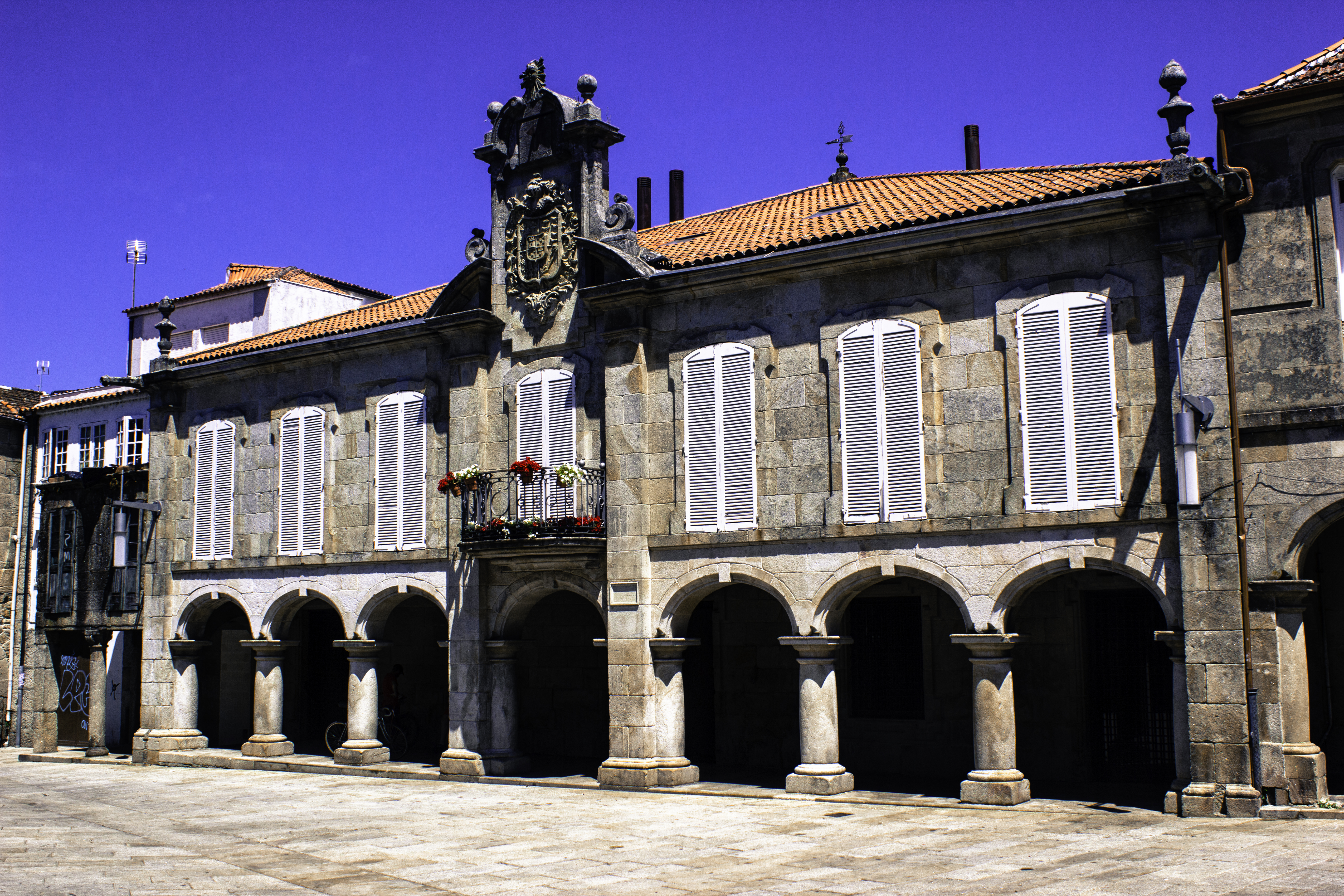
Facciata
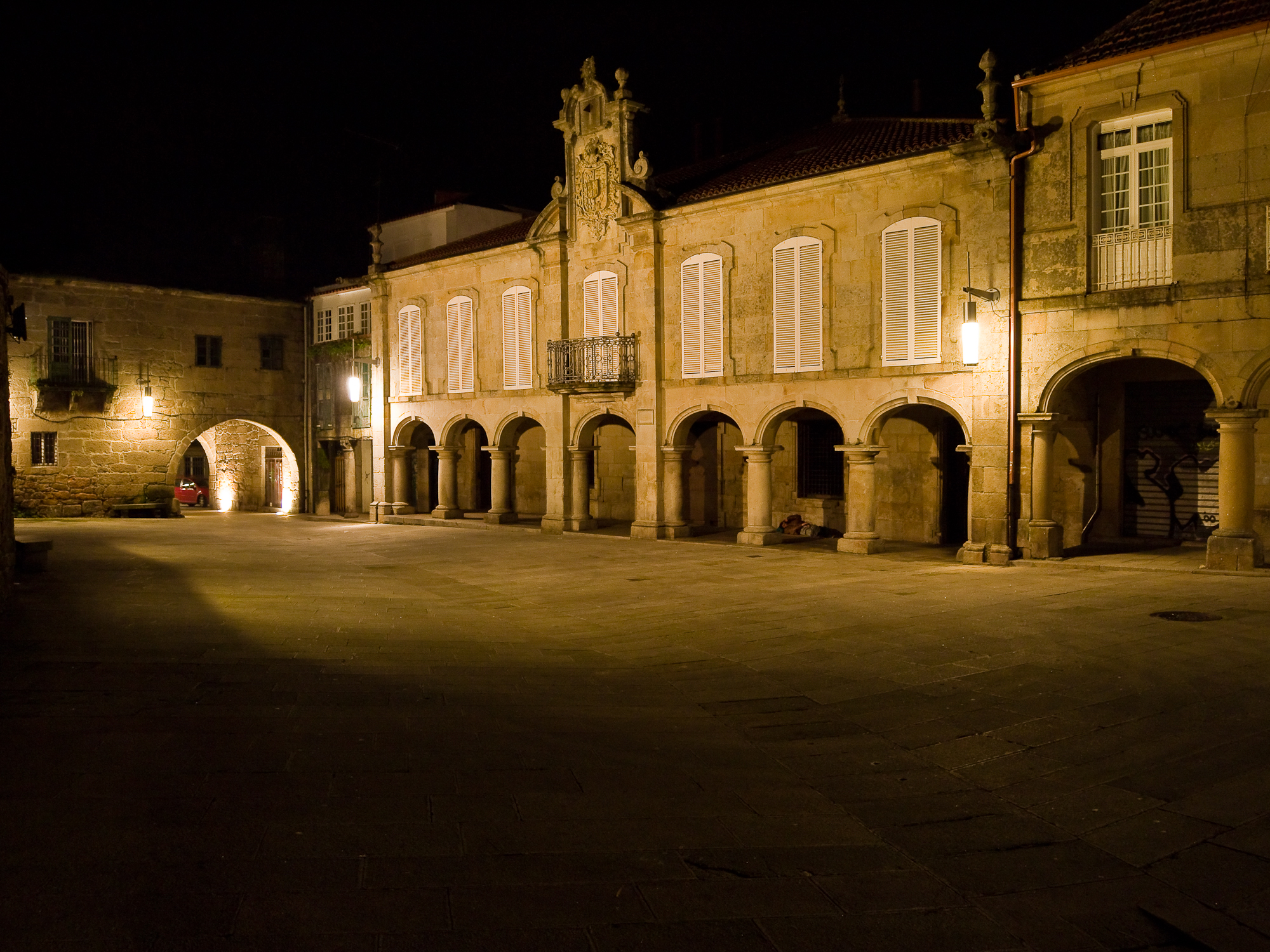
Il palazzo sulla piazza Mugartegui di notte
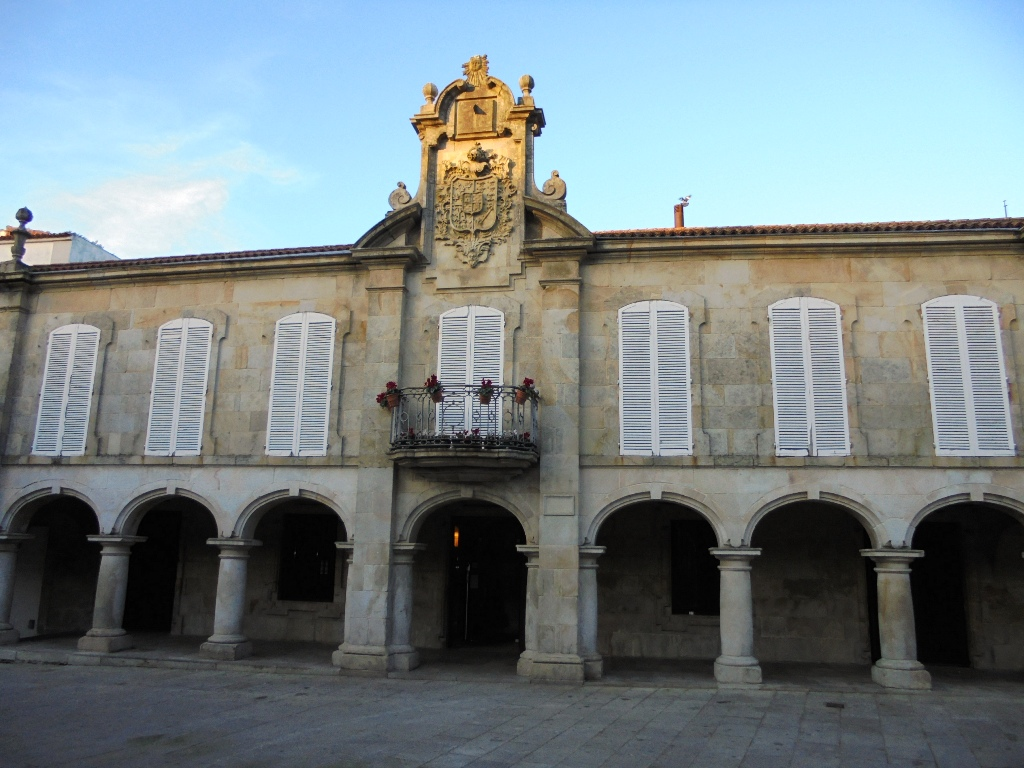
Facciata del palazzo
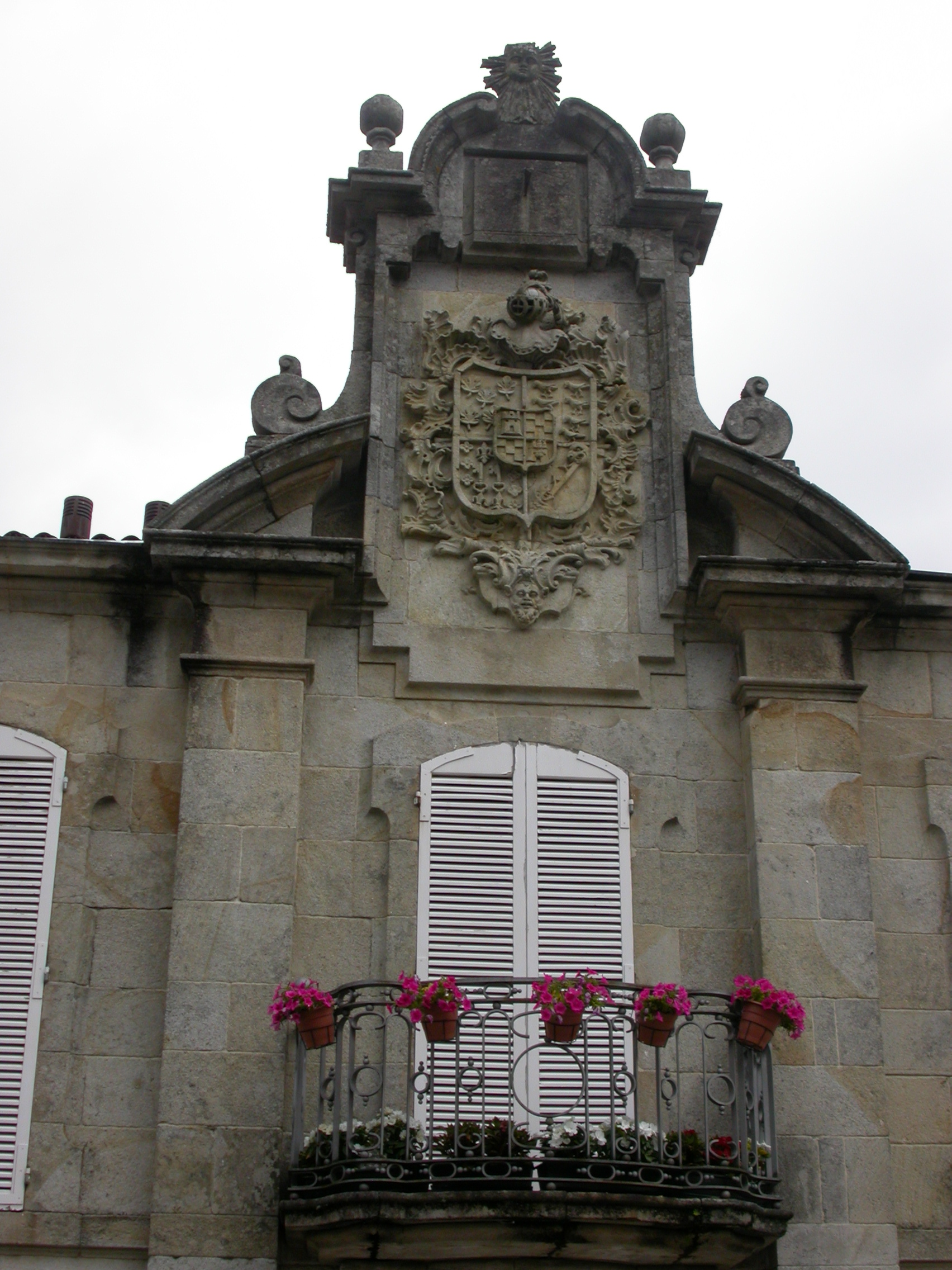
Balcone e stemma
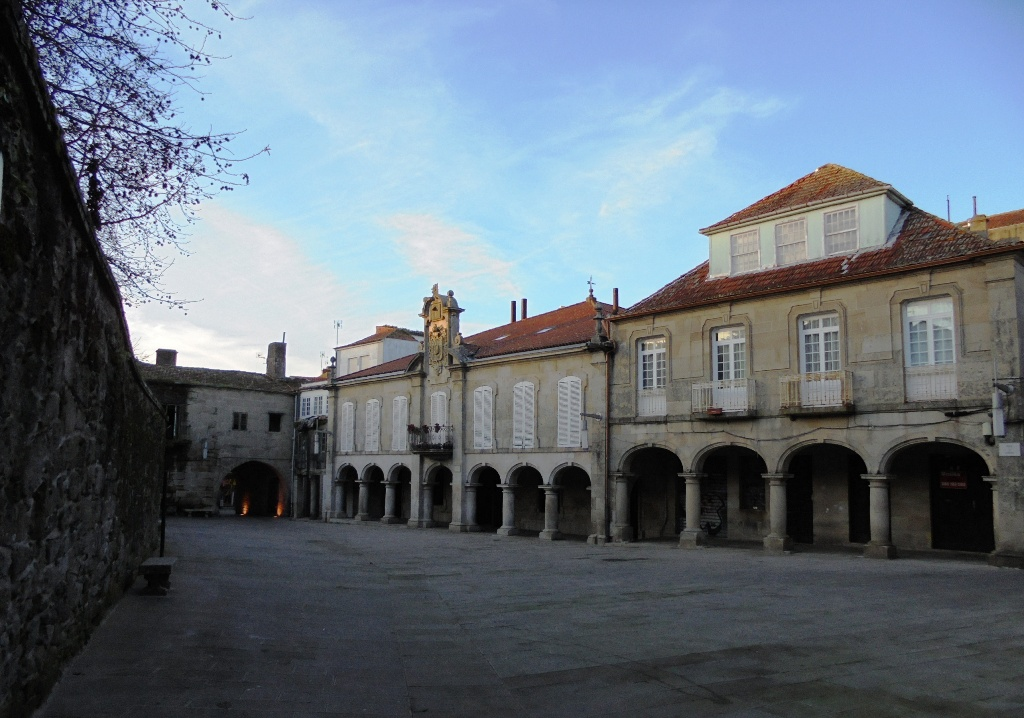
Il palazzo in piazza, di giorno
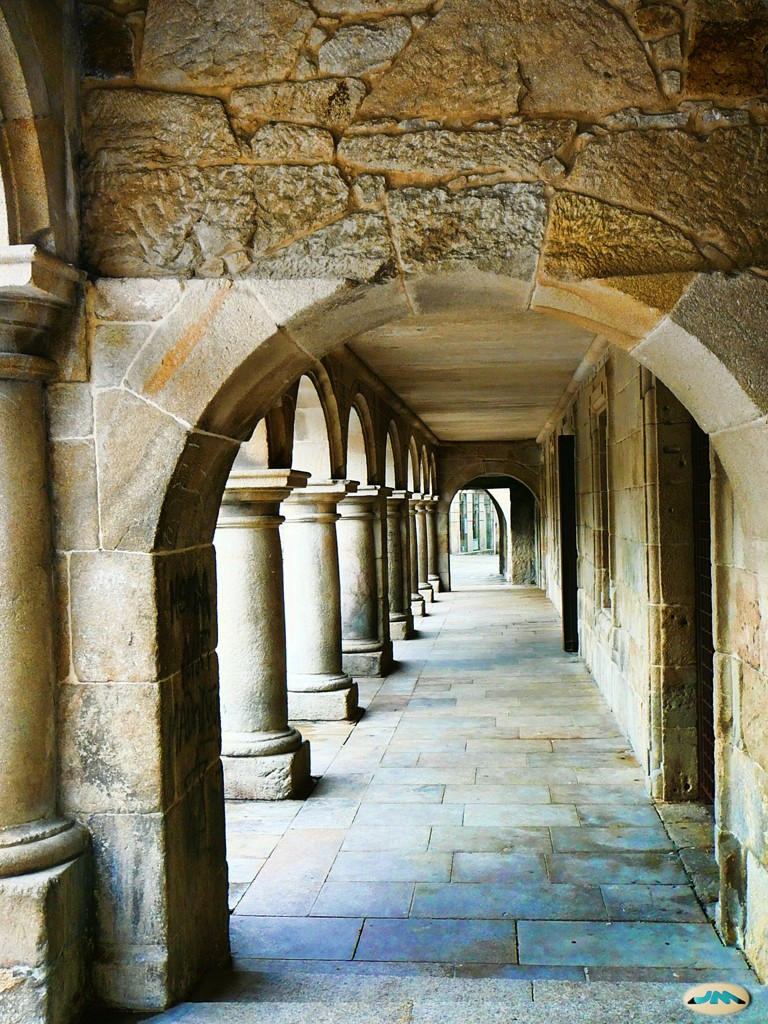
Archi del palazzo.
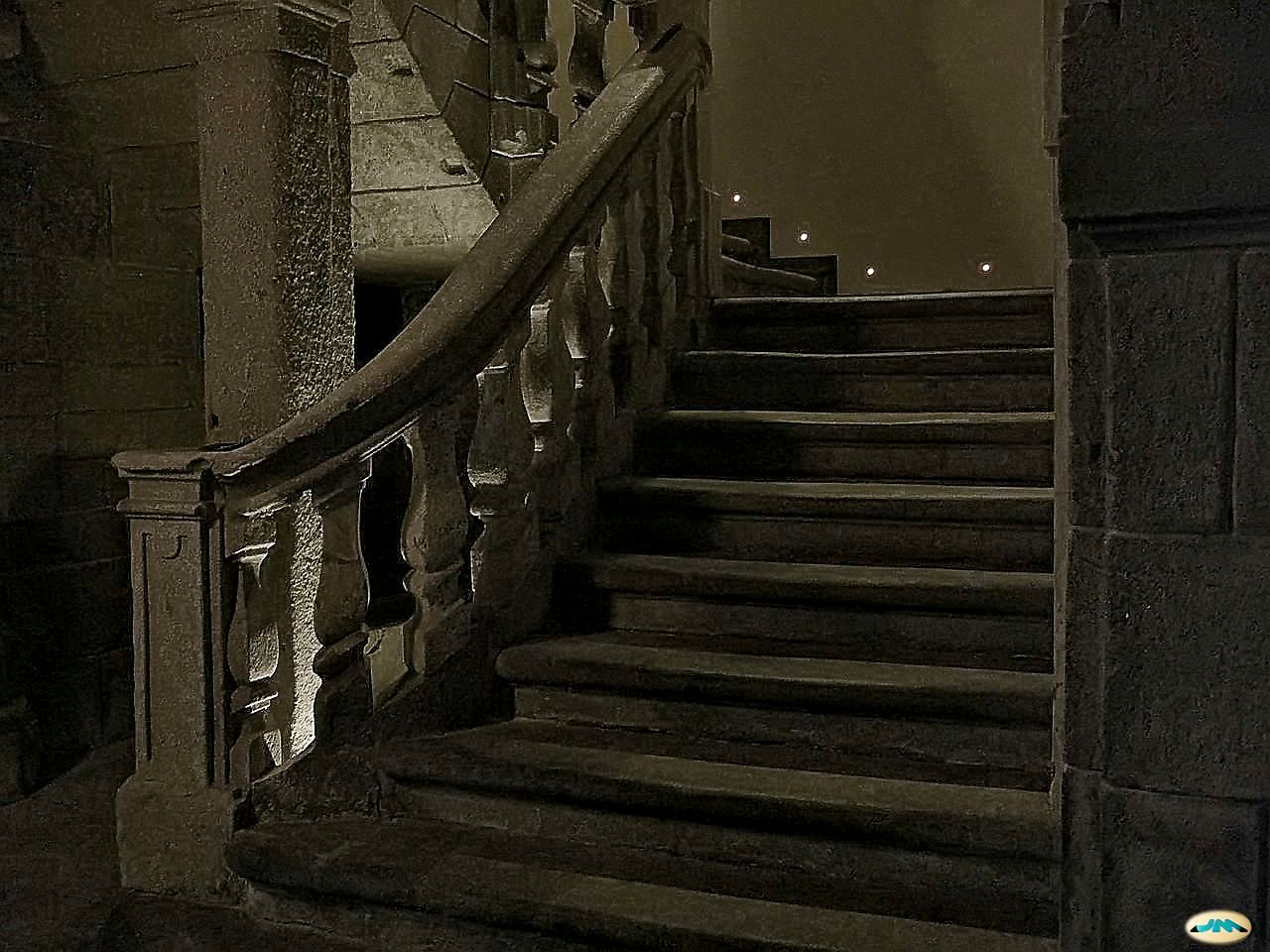
Scala interna
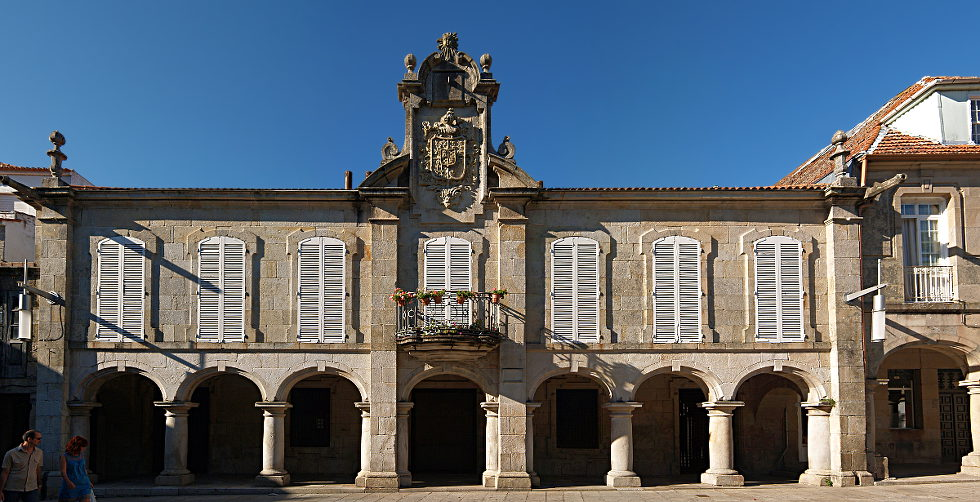
Facciata
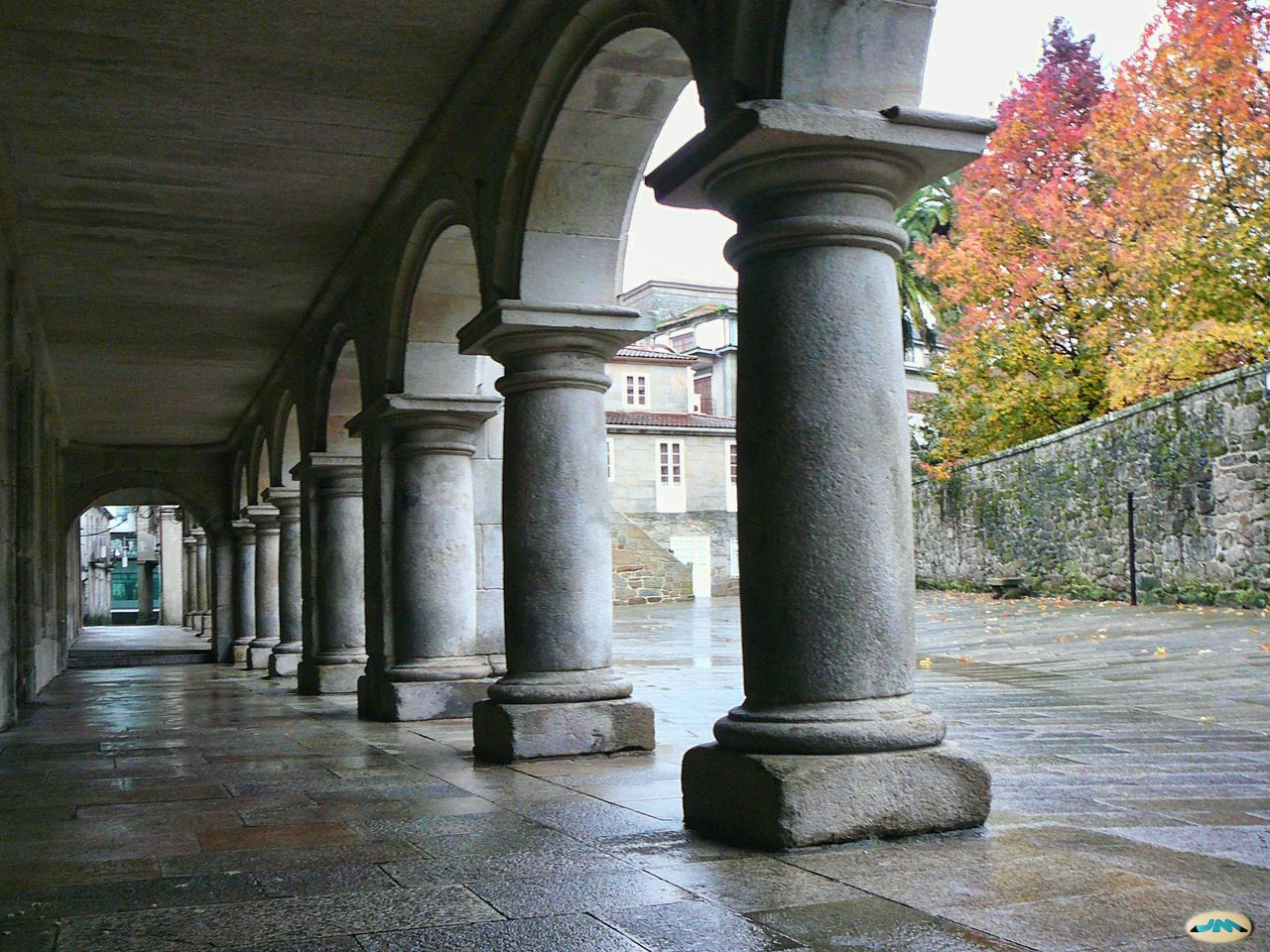
Portici e Piazza di Mugartegui